# Équation à un inconnu
 Pour plus de détails, voir Fiche technique et Distribution
Équation à un inconnu est un film pornographique homosexuel français réalisé par Francis Savel, sous le nom de Dietrich de Velsa, sorti en 1980 et réédité en 2020.

## Fiche technique
- Titre original : Équation à un inconnu
- Réalisation : Francis Savel, sous le nom de Dietrich de Velsa
- Scénario : Dietrich de Velsa
- Photographie : François About assisté de Daniel Desbois et de Thierry Arbogast[2]
- Montage : Nina Sabroguine
- Son : Michel Brethez
- Mixage : Dominique Hennequin
- Musique : extraits des quatuors Rosamunde et La Jeune Fille et la Mort de Schubert, et l'aria Wir eilen mit schwachen, doch emsigen Schritten de la cantate BWV 78 de Bach
- Producteur : Jacques Scandelari
- Directeur de production : Jean Magniez, sous le nom de Jean-Pierre Lomon
- Société de production : Les Films du Vertbois
- Langues : français
- Format : Couleur
- Genre : Film pornographique
- Durée : 94 minutes
- Date de sortie : France: 19 mars 1980

## Distribution
- Gianfranco Longhi : La figure principale
- Jean-Jacques Loupmon : Le footballeur brun
- Reinhard Montz : Le footballeur blond
- Éric Guadagnan : Le goal (sous le nom de Cédric)
- Jean Denis : L'arbitre
- Thierry Dufour : Un joueur
- Jean Noël : Un joueur
- Nicolas Wojnawicz : Un joueur
- Gabsi : Le junior
- Jean Magniez : Le mateur solitaire (sous le nom anagrammé de John Ziegman)
- Aurélien Duguet : Le jeune François
- Patrick Armand : Le portier de l'usine
- Dow Jones : Un ouvrier
- Jaime Sutherland : L'ouvrier motard
- Jean-Marie Descamps : L'ouvrier blond
- Dominique Delattre : Le joueur de flipper
- Kamel : Autre joueur au flipper
- Gérard : Autre joueur au flipper
- Djalil : Le jeune Arabe
- Jean-Claude Patrick : Le patron de bistrot
- Norbert Terry : Le buveur solitaire
- Tony Weber : Le pompiste
- Michel : Un cycliste
- Lisandro : Un cycliste

## Autour du film
Le réalisateur, Francis Savel, avait joué comme acteur dans deux films de Guy Gilles, Le Journal d'un combat (1964) et Au pan coupé (1968). Il a ensuite travaillé comme coscénariste du film Don Giovanni (1979) de Joseph Losey, et il a mis en scène, dans Monsieur Klein (1976), la scène du cabaret, sous le pseudonyme de Frantz Salieri. Équation à un inconnu est sa seule réalisation pour le cinéma.
Les acteurs Gianfranco Longhi, Jean-Jacques Loupmon, Éric Guadagnan et Gabsi avaient précédemment joué dans le film porno homo Homologues ou La Soif du mâle (1977) de Jacques Scandelari. Reinhard Montz et Djalil avaient joué dans Dragues (1978) de Norbert Terry qui apparaît comme client du bar.
Redécouvert par Hervé Joseph Lebrun, Équation à un inconnu est l'un des films proposés par Yann Gonzalez lors de la Carte blanche donnée par la Cinémathèque française en décembre 2019.
Le réalisateur argentin Eduardo Williams a présenté Équation à un inconnu comme l'un de ses dix films préférés.
Le leitmotiv du film est le thème du troisième entracte de la musique de scène Rosamunde de Schubert, joué au synthétiseur dans le style de Wendy Carlos. La musique de fin est l'instrumental, au synthétiseur aussi, de l'air Wir eilen mit schwachen, doch emsigen Schritten de la cantate Jesu, der du meine Seele BWV 78 de Jean-Sébastien Bach.

## Diffusion
Le film est disponible en DVD et Blu-ray chez Altered Innocence (États-Unis) et en VOD sur Vimeo.